# Монастирець (Ліський повіт)
Монастирець (пол. Manasterzec) — село в Польщі, у гміні Лісько Ліського повіту Підкарпатського воєводства, на теренах прадавніх українських земель.
Населення — 504 особи (2011).

## Історія
Ймовірно, перше поселення виникло ще за часів давньої Русі на руському праві. На пагорбі над рікою Сян знаходяться руїни давнього замку (до Кмітів). В документах вперше зустрічається в 1433 р., як власність роду Кмітів. З 1434 року згадується православний монастир, про якого також говориться у XVIII ст., від нього і походить назва села. Розташовувався монастир, найімовірніше, на місці теперішнього цвинтаря. В селі було виробництво заліза і міді. Історія села тісно пов'язана з історією замку Соб'єн, котрий був наданий в 1389 р. польським королем роду Кмітів. Зараз від замку залишились руїни. Входило село до Сяноцької землі Руського воєводства.
З 1772 р. до 1918 р. у складі Австрії й Австро-Угорщини, провінція Королівство Галичини та Володимирії.
На 1785 р. село мало 16.12 км² земельних угідь, у ньому проживало 540 греко-католиків, 71 римо-католик і 20 юдеїв.
У 1919-1939 рр. — у складі Польщі. Село належало до Ліського повіту Львівського воєводства, у 1934-1939 рр. у складі гміні Лісько.  На 01.01.1939 у селі було 1720 жителів, з них 1410 українців-грекокатоликів, 30 українців-римокатоликів, 230 поляків (здебільшого недавно прибулі працівники тартака) і 50 євреїв.
У середині вересня 1939 року німці окупували село, однак уже 26 вересня 1939 року мусіли відступити з правобережної частини Сяну, оскільки за пактом Ріббентропа-Молотова вона належала до радянської зони впливу. 27.11.1939 постановою Президії Верховної Ради УРСР село в ході утворення Дрогобицької області включене до неї. Територія ввійшла до складу утвореного 17.01.1940 Ліськівського району (районний центр — Лісько). Наприкінці червня 1941, з початком Радянсько-німецької війни, територія знову була окупована німцями, які винищили євреїв. У вересні 1944 року радянські війська знову оволоділи територією села. В березні 1945 року територія віддана Польщі.
В 1945-47 рр. все українське населення піддане етноциду — було насильно виселене зі своїх прадавніх земель до СРСР і північних районів Польщі.
У 1975-1998 роках село належало до Кросненського воєводства.

### Прізвища жителів
Відомості про прізвища жителів села на 1787 р. з австрійський кадастрових джерел: Боднарз (Bodnarz) (2 родини), Виниярчик (Vynyjarchyk), Гайдук (Hajduk), Галько (Hal'ko), Гербич (Herbych), Геряк (Herjak) (6 родин), Гіжа (Giza), Грабик (Hrabyk), Гравич (Gravych), Данилович (Danylovych), Данкевич (Dankevych), Данчишин (Danchyshyn), Доленко (Dolenko), Дзюбак (Dzjubak), Жидор (Сидор) (Zydor), Капрал (Kapral) (2 родини), Клебан (Kleban) (2 родини), Ковальчик (Koval'chyk), Козак (Kozak — 2 родини), Коник (Konyk), Корчак (Kortsjak) (5 родин), Коцюба (Kotsjaba), Крипочка (Krypochka), Кужьо (Кузьо) (Kuz'o — 2 родини), Кулик (Kulyk — 6 родин), Лапка (Lapka), Лихвар (Likhvar — 2 родини), Мадзик (Madzyk), Марусик (Marusyk), Мельник (Mel'nyk), Мурдза (Murdza — 2 родини), Мурдзик (Murdzyk), Муршило (Murshylo), Пепко (Pepko — 2 родини), Пепкович (Pepkovych), Прибижура (Prybyzura — 2 родини), Процко (Protsko), Савка (Savka — 2 родини), Скурник (Skurnyk), Туленик (Tulenyk), Чопко (Chopko), Чур (Chur), Чучик (Chuchyk), Шупечура (Shupechura), Явирга (Javirga).

### Церква Преображення Господнього
Церква парафіяльна Ліського деканату. Вперше відома з 1761 р. Згодом збудована нова дерев'яна в 1818 р., освячена в 1820 р. Оновлена і перебудована в 1932–1935 рр. Після 1947 р. не діюча. Ще в 1955 р. в ній знаходився іконостас, вівтар головний і два бокових — все з поч. ХІХ ст. В 1959 р. всього переліченого вже не було. В 60-х рр. ХХ ст. служила як магазин яблук. З 1968 р. використовується, як римо-католицький костел. Відремонтована в 1969 р.

### Церква монастирська Собору Божої Матері
Дерев'яна, вже існувала до 1875 р. на гірському східному кінцю села. На її місці поставлена капличка, а потім хрест. Дата будови невідома.
Кількість вірних, греко-католиків:
1840 — 725 осіб, 1859 — 790 осіб, 1879 — 909 осіб, 1899 — 915 осіб, 1926 — 1000 осіб, 1936 — 1220 осіб.

## Демографія
Демографічна структура станом на 31 березня 2011 року:
|          | Загалом | Допрацездатний вік | Працездатний вік | Постпрацездатний вік |
| -------- | ------- | ------------------ | ---------------- | -------------------- |
| Чоловіки | 249     | 47                 | 178              | 24                   |
| Жінки    | 255     | 72                 | 138              | 45                   |
| Разом    | 504     | 119                | 316              | 69                   |